# كارلوس موريل
كارلوس موريل (بالإسبانية: Carlos Morel)‏ هو رسام أرجنتيني، ولد في 12 فبراير 1813 في بوينس آيرس في الأرجنتين، وتوفي في 10 سبتمبر 1894 في كويلمس في الأرجنتين.

## معرض صور

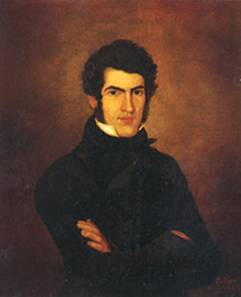
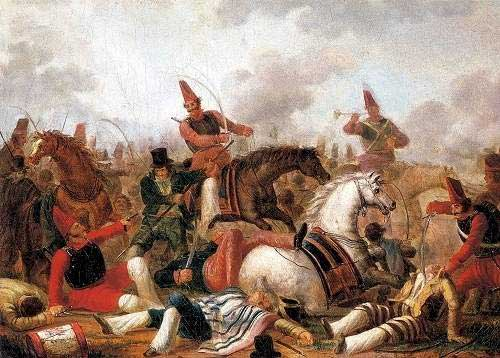
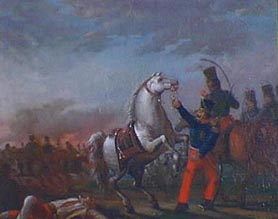
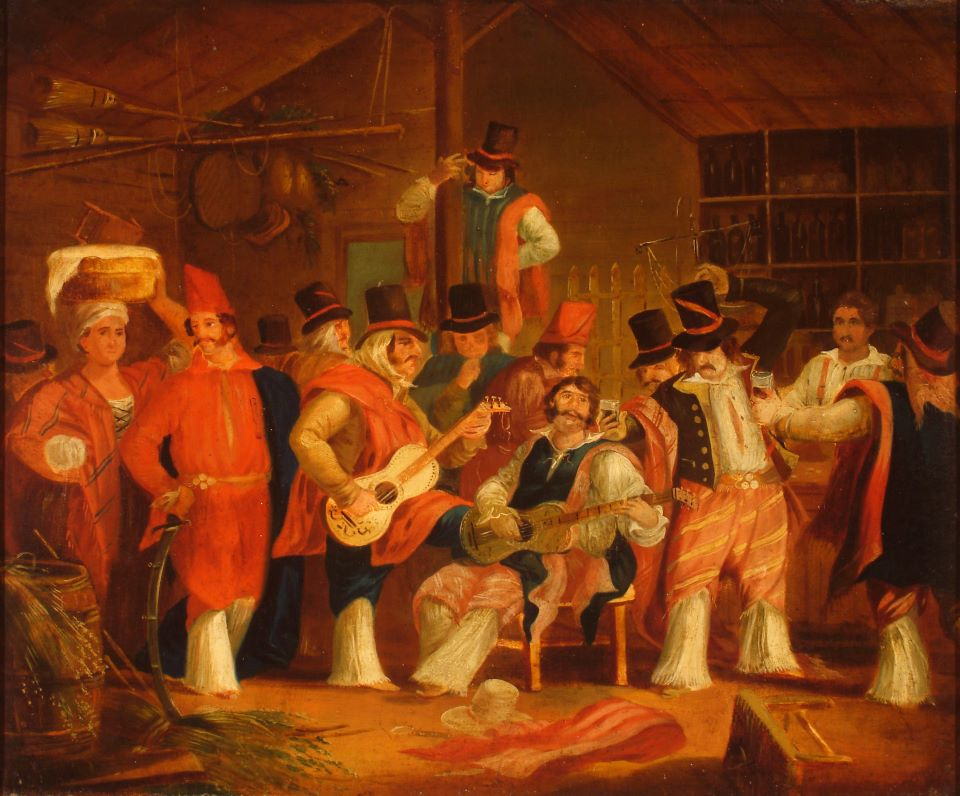
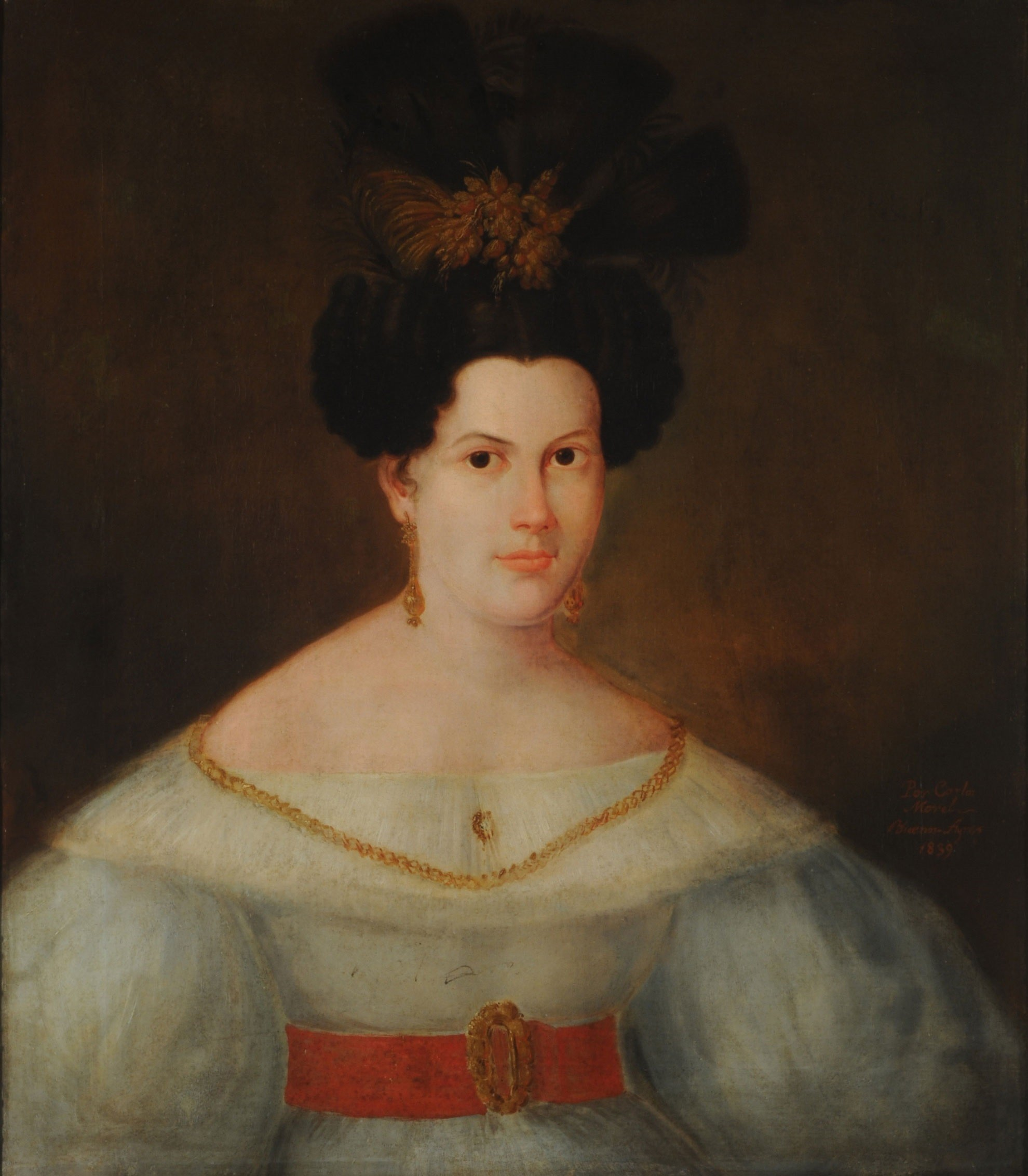